# مسجد كرو سي
مسجد كرو سي (بالإنجليزية: Krue Sae Mosque)‏ و(بالتايلاندية:มัสยิดกรือเซะ) و (لغة ملايو:Masjid Kerisek) يقع مسجد كرو سي في محافظة محافظة فطاني في تايلاند.

## التاريخ
يرجع تاريخ بناء المسجد الي حوالي 1583 ولكن لم يتم اكمال بناءه بسبب صراع داخلي علي السلطة في دولة فطاني والهيكل الحالي للمسجد يرجع تاريخة الي القرن الثامن عشر وخصائص بناءة خليط من الشرق الأوسط وأوروبا.

## حادثة مسجد كرو سي
في 28 أبريل من العام 2004 وخلال فترة التمرد التي اشتعلت في المحافظات الجنوبية في تايلاند من قبل المسلمين التايلاندين. ويشتبة ان 32 شخص لجأو الي المسجد بعد 7 ساعات من المواجهات معا الجيش التايلاندي وتمت مهاجمتهم وقتلو معا حوالي 80 شخص اخرين  وكان الهجوم يتناقض معا اومر وزير الدفاع التايلاندي الذي اعطي اوامر بأنهاء المواجهة سلميا وكانت هذه الحادثة موضع تحقيقات دولية اتهمت فيها الجيش باستخدام القوة المفرطة.